# Model Miltona
Model Miltona – sposób wywoływania i utrzymywania transu hipnotycznego przy użyciu języka mający na celu skontaktowania się z ukrytymi zasobami ludzkiej osobowości. Model został opracowany przez Richarda Bandlera i Johna Grindera na podstawie badania warsztatu pracy Miltona Hylanda Ericksona.

## Wzorce hipnotyczne Miltona Ericksona
Milton H. Erickson uznany został przez terapeutów (kogo?) za czołowego eksperta w dziedzinie współczesnej hipnozy medycznej. Napisał ponad sto prac z dziedziny hipnozy; nauczał hipnozy oraz praktykował w latach 1920-1980.
Erickson respektował nieświadomą myśl pacjenta. Przyjmował, że nawet za najdziwaczniejszymi zachowaniami kryją się pozytywne intencje i że jednostki podejmują najlepsze, dostępne im w danym momencie, wybory. Celem jego pracy było dostarczenie ludziom większej liczby możliwych wyborów. Przyjmował również, że na pewnym poziomie każdy posiada zasoby potrzebne do dokonania zmian.
Wzorce i założenia stanowiące Model Miltona:
1. Trans jest stanem, w którym osiąga się wysoką motywację, aby uczyć się od nieświadomości w bezpośredni sposób. Nie jest to stan pasywny ani też nie pozostaje się w nim pod wpływem kogoś innego.
2. Pomiędzy terapeutą a klientem powstaje współpraca;
3. Odpowiedzi klienta pozwalają terapeucie rozpoznać, co należy zrobić dalej.
4. dopasowywanie się do sygnałów zachowań niewerbalnych,
5. stosowanie metafor w kontakcie indywidualnym i grupowym, terapeutycznym i rozwojowym
6. ukryte sugestie

## Cele stosowania Modelu Miltona
Model Miltona jest sposobem użycia języka który ma rzekomo umożliwiać:
- dopasowanie do osobowej rzeczywistości i prowadzenie jej,
- rozpraszanie i użycie świadomego myślenia,
- dostęp do nieświadomości i jej zasobów.

## Strukturalny obraz Modelu Miltona
Strukturalnie, Model Miltona prezentuje się następująco:
1. Procesy swobodnego myślenia – wykorzystanie zwrotów z codziennego użycia, aby skierować uwagę na określone komunikaty
  - Spójniki („i”, „ale”)
  - Implikacje („kiedy”, „podczas gdy”, „w trakcie”, „zanim”, „ponieważ”)
  - Związki przyczynowo-skutkowe („sprawiać”, „powodować”, „zmuszać”, „wymagać”, „ponieważ”, „jeśli...to”)
2. Czytanie w myślach – stwierdzenia wykazujące, iż jedna z osób uczestniczących w komunikacji potrafi odczytywać intencje i zamiary drugiej
3. Fenomen transderywacyjny – transderywacja polega na odpowiednim odebraniu znaczenia słów (odebranie przekazu zarówno na poziomie struktury powierzchniowej, jak i głębokiej) poprzez:
  - Zgeneralizowany wskaźnik odniesienia
  - Czasowniki nieokreślone
  - Naruszenie ograniczenia selekcyjnego
  - Usunięcia
  - Fragment zdania
  - Nominalizację
4. Wieloznaczności – zamierzone użycie struktury powierzchniowej o wielu znaczeniach. Istnieją cztery typy wieloznaczności:
  - Fonetyczna (np. „Po rurze wejdziesz po różę”)
  - Składniowa (np. „Dzieci odwiedzają ciotki”)
  - Zasięgu (np. „Mówię jak do ściany”)
  - Akcentowania (np. „Warto byś zauważył jak droga jest prosta”)
5. Drugoplanowa struktura włączona – inna struktura powierzchniowa
  - Ukryte pytania (np. „Zastanawiam się, czy odnalazłeś już spokój”)
  - Ukryte polecenia (np. „Dla tego ćwiczenia ważne jest, byś się zrelaksował”)
  - Cytaty (np. „Ktoś kiedyś powiedział, że warto w takiej chwili się zrelaksować”)
6. Znaczenia pochodne – odkrywanie przed drugą osobą głębszego znaczenia przekazu
  - Presupozycje (np. „Marcin nie wiedział, że Jola weszła do pokoju”)
  - Postulaty konwersacyjne (np. „Możesz po prostu się rozluźnić”)